# Isidore Pierre Schmitz
Pour les articles homonymes, voir Schmitz.
Isidore Pierre Schmitz est un militaire français du Second Empire, général de division en 1875.

## Biographie
Né le 21 juillet 1820 à Neuilly-sur-Marne, il est le fils du général de brigade Nicolas Schmitz et de Marie-Adélaïde Luce Rigaudeau-Jublin. 
Il sort 21e de la promotion de l'An Quarante de l'école militaire de Saint-Cyr, en 1840. Il obtient le grade de sous-lieutenant et entre dans l'école d'application d'état-major. Parti en campagne en Afrique (1845-1849), il passe lieutenant en 1845, puis capitaine en 1847 et reçoit la Légion d'Honneur en 1848. Aide de camp du général Forey, il participe à la guerre de Crimée et se distingue lors du siège de Sébastopol. Il est fait chef d'escadron (équivalent de commandant) en 1855.
En 1859, il fait la campagne d'Italie. Après avoir participé à la bataille de Magenta, il est chargé de ramener les drapeaux pris à l'ennemi à l'impératrice Eugénie de Montijo. Il devient lieutenant-colonel puis est nommé chef d'état major à l'expédition de Chine. Il s'empare du fort de Tang Hô Taiig-Hi le 14 août puis combat à Koal Sung en septembre. Il est colonel en 1860 et s'embarque pour une mission en Égypte.
Devenu brigadier en 1868, il participe à la guerre franco-prussienne en tant que chef d'état major du gouverneur militaire de Paris (sous les ordres du général Trochu), même durant le siège de Paris. À la suite de la défaite, il commande la 5e brigade d'infanterie (devenu général de brigade). Il est élevé au grade de général de division en 1875, et commande successivement la 3e division d'infanterie (1876-1877), la 4e division d'infanterie (1877-1879) et le 12e CA (1879-1881). 
Il meurt le 2 février 1892 à Paris, à la suite d'une congestion pulmonaire. Il a alors 71 ans.

## Vie familiale
Isidore Pierre Schmitz se marie le 24 juin 1851 avec Augustine Dolorès Laborde-Auras. De cette union résulte quatre enfants :
- Frédéric Achille Augustin, colonel dans l'infanterie ;
- Eugène Napoléon, général de brigade ;
- Louis Fernand, lieutenant dans la légion Étrangère ;
- Léon Maximilien, officier dans l'infanterie.

## Distinctions
Légion d'Honneur :
- Chevalier le 28 novembre 1848 ;
- Officier le 22 septembre 1851 ;
- Commandeur le 27 décembre 1861 ;
- Grand Officier le 3 février 1880 (remise le 18 février 1880) ;
- Grand Croix le 25 juillet 1883 (remise par le général Jules Rousseau, secrétaire général de la Légion d'Honneur).